# パンク・ファッション

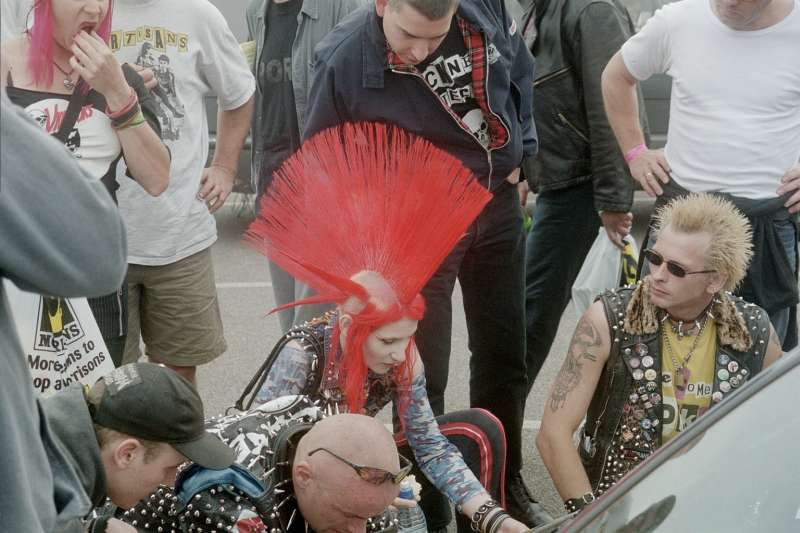
リバイバル以降のパンク・ファッション

パンク・ファッション（Punk Fashion）とは、ファッションの一種。そこから端を発する様々な文化現象を指す語。単に「パンク」と表記される場合もある。元はパンク・ロックから派生したが、現在では音楽とは別のムーブメントとして認識され、このファッションの愛好者にはパンク・ロックには関心がないものも少なくない。

## 概要
1970年代後半、ロンドンでヴィヴィアン・ウエストウッドのブランドを取り扱っていた店の経営者マルコム・マクラーレンがメンバーを集めて結成したとされるセックス・ピストルズの衣装に端を発する。マルコムは、ニューヨーク・ドールズのマネージャー時代に出会ったリチャード・ヘルのルックスに感銘を受け、そこに安全ピンや缶バッジなどをつけ足すことで、セックス・ピストルズのルックスを完成させた。
高級ブランドのヴィヴィアン・ウエストウッドの前身SEDITIONARIESは日本でパンク・ファッションの代名詞のように言われているが、セックス・ピストルズの衣装は殆どが自作の安物だったとされている（ヴィヴィアン・ウェストウッドと一番深い関わりのあったジョニー・ロットンだけはヴィヴィアンにガーゼシャツなどの高価な洋服を譲ってもらっていた）。しかしジョン・ライドン（ジョニー・ロットン）によると、ジョンが自分でアレンジした服が数週間後には「SEX」に並んでいたという。
つまり、一般人でも真似する事が簡単で､衣装というよりは普段着に近いシンプルなファッションスタイルだった。彼らの音楽精神を強く感じさせるスタイルである事もあいまって、若者たちの間でこのファッションは広がっていった。
ちなみに、ページ写真にあるような「典型的」パンク・ファッション（原色に染めた髪を逆立てる、モヒカン刈りやスキンヘッドにする、革ジャンに鋲を打つなど）は80年代にイギリス郊外で大流行したパンク・リバイバル/ハードコア・パンク以降のものであり、70年代のパンクスには見られない。

## 連想されるスタイル
前述のカリスマ、セックス・ピストルズの典型的なスタイル。寝癖のような髪の毛、引き裂いたシャツやジーンズなどに身を包み、チェーン、安全ピンなどをアクセサリーにし、しばしば反逆的で過激なイメージを強調する。女性の場合は、コルセットやボンデージなどを取り入れたアイテムや、ミニスカートなど。髪型は髪色を派手に染める他、ベリーショートなども多い。他に、鋲打ちの黒革のジャンパーや細いパンツ、リストバンドやシルバーアクセサリーなどの意匠も加わっている事がある。しかし、パンクロッカーの多くがこのようなファッションをしているわけではなく、またパンクファッションをしている者がパンクロッカーとは限らない。
また、リバイバル以降のパンク・ファッションでは髑髏（スカル）がモチーフとして使用される事がある。髑髏は古くから「メメント・モリ（死を想え）」など「死」のシンボルとして知られている。だが、パンク・ファッションでは「死」よりも、髑髏は「反戦」のシンボルとしての使われ方をされる場合が多い。そして、どちらかといえば哲学的に取り扱われる事よりも諧謔的なブラック・ジョークとしての、冷笑的な使われ方をされがちである。
70年代にヴィヴィアン・ウエストウッドのブランド「セディショナリーズ」がナチスのシンボルであるハーケンクロイツを取り入れたシャツ、Tシャツを売り始めたのをきっかけに、欧米のパンクスの間でハーケンクロイツをファッションに取り入れる者が現れた。しかしファシズムやナチズムの称賛が禁止されている欧米ではのちにこの事が問題になり、一般人の中にはパンクファッションの若者とネオナチとを同一視する者が現れ、中にはその偏見を持ったままパンクファッションを始めたネオナチの若者も現れた。しかし1981年にアメリカのパンクバンドデッド・ケネディーズが「Nazi Punks Fuck Off!」という曲をリリースしたのをきっかけに、多くのパンクスの間でナチスのシンボルを取り入れるのはパンク的ではないと思うようになり、ハーケンクロイツをファッションに取り入れるのをやめるようになった（しかしこの曲は反ナチや反ファシズムを謳っているわけではなく当時の体育会系ハードコア・パンクスをナチや軍隊のようだと揶揄した曲である）。さらにそのムーブメントを作ったセディショナリーズはハーケンクロイツを取り入れたファッションを販売するのをやめたので、現在欧米ではハーケンクロイツを取り入れたパンクファッションは販売されていない（しかしファシズムやナチズムの称賛が禁止されていない日本では、未だにハーケンクロイツがついているセディショナリーズのTシャツが売られている）。

## 日本のパンク・ファッション
- 日本では、海外よりも通常のロックとパンクが混同されて見られている傾向が強い。
- 漫画界隈でもそのファッションが取り入れられ特に1980年代ニューウェイブ世代の漫画家、千之ナイフ等の作家がいち早く取り入れている。
- 2000年代には、矢沢あいの漫画『NANA』のキャラクターの服装がさらにパンク・ファッション（同時にゴスロリ）の知名度を上げる。作品中でも主人公の一人である大崎ナナと本城蓮の恋人関係に、セックス・ピストルズのシド・ヴィシャスと恋人ナンシーの関係との類似を示唆する描写や、ヴィヴィアン・ウエストウッドの実在する服飾を登場させるなどのオマージュが見受けられる。
- ハードコアパンクスの間では、クラストパンツという穿き潰したスリムジーンズにパッチを縫い付けたものを着用している人物も多く見られる。
- 鋲ジャンと呼ばれるレザーライダースジャケットに鋲を打ち、バンド名をペイントしたものはDIY精神に則り、手作りで作成されるのが主流。
- 欧米では、パンク・ファッションといえば80年代にイギリス郊外で大流行したパンク・リバイバル/ハードコア・パンクのスタイルが主流だが、日本は欧米と違いパンク・リバイバル/ハードコア・パンクのスタイルは勿論のこと、70年代のオリジナル・UKパンクのスタイルを好むものが大勢いる。
- 日本の芸能界では、沢田研二がデザイナー早川タケジとのコラボレーションにより、いち早くパンクファッションを衣装に取り入れた（1977年には、紅白歌合戦で手錠に剃刀のピアス、1978年は「サムライ」にてハーケンクロイツの腕章を付けた革ジャンを着用）。

## 厳密に区別されないファッション
日本では、同じサブカルチャーとして扱われることが多く、上述の『NANA』や、雑誌KERAなどで一緒に取り扱われることの多かったゴスロリ・ファッションとの関連性が近年強くなっている。そのため、本来全くの別物であるはずの亜流的なカテゴリーが生まれている。それらは「ゴスパン」「ロリパン」などと呼ばれ、それらのデザインは「パンク・ファッション」の方が類似点が多い。